# مطبخ موريشيوسي

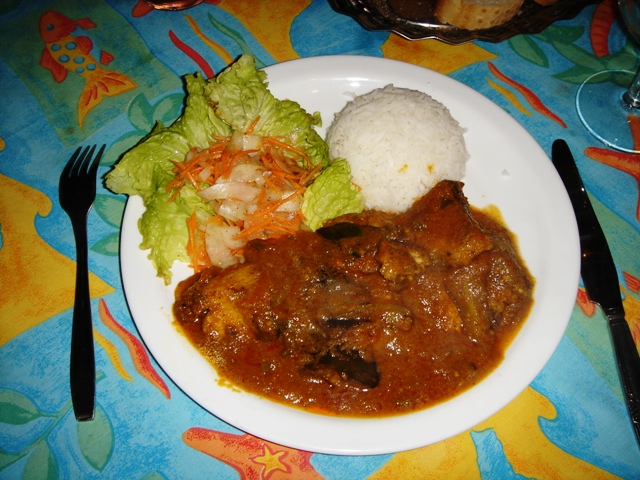
طبق كريولي موريشيوسي من الكاري مع الأرز والسلطة

تُعتبر مأكولات موريشيوس نتاجًا لتأثيرات متنوعة، حيث يلعب الموقع الجغرافي الاستوائي للجزيرة والتنوع الثقافي الذي يتميز به البلد دورًا كبيرًا في تشكيلها. تُعد المأكولات الموريشيوسية مزيجًا من التأثيرات الأفريقية، الصينية، الأوروبية (خاصة الفرنسية)، والهندية (خاصة البوجبورية)، وذلك نتيجة للتاريخ الغني لموريشيوس. معظم الأطباق والتقاليد الطهوية مستوحاة من الثقافة الفرنسية، والعبيد الأفارقة السابقين، والعمال الهنود، والمهاجرين الصينيين الذين وصلوا إلى البلاد خلال القرن التاسع عشر. على مر السنين، قامت المجتمعات الموجودة في موريشيوس بتكييف وخلط مأكولات بعضها البعض وفقًا لرغباتها، مما أدى إلى تطوير المأكولات الموريشيوسية. بينما يتم استهلاك بعض الأطباق والحلويات الشهيرة من قبل الموريشيوسيين من جميع المجموعات العرقية أو المجتمعات، إلا أن هناك أيضًا أشكالًا من المأكولات التي تظل فريدة لمجتمع عرقي معين بسبب روابطهم الثقافية والتاريخية مع أسلافهم. وبالتالي، تعكس الأطعمة المحلية التأثيرات التقليدية والثقافية والتاريخية القوية لكل مجتمع. تُعتبر المأكولات الفرنسية والمأكولات الصينية الموريشيوسية من أكثر المأكولات شعبية في موريشيوس.

## المكونات الشائعة

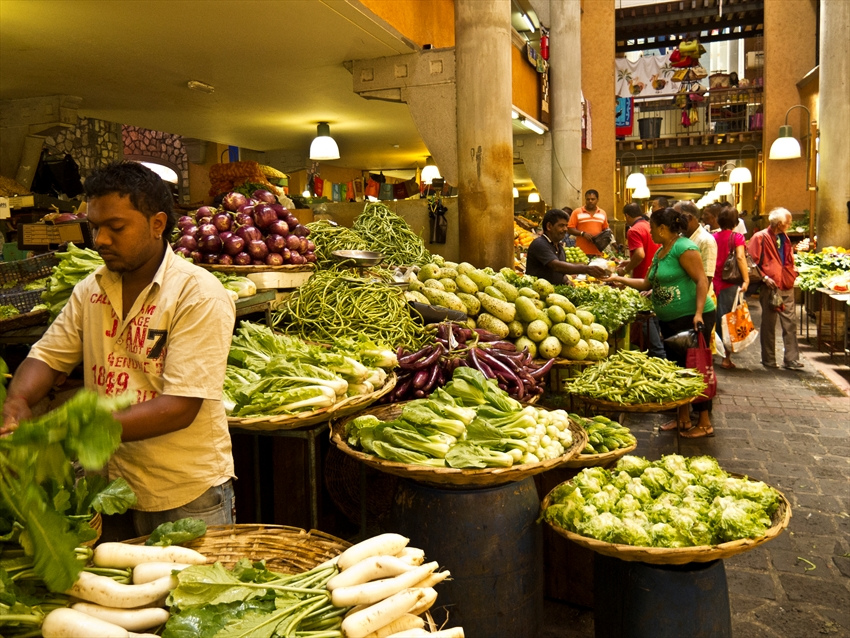
سوق طعام في بورت لويس

تشمل الخضروات الأكثر استخدامًا في المأكولات الموريشيوسية الطماطم، البصل، لالو (البامية)، بْرينزل (الباذنجان)، شو شو (الشايوت)، لاي (الثوم)، وبيما (الفلفل الحار). كما تُعتبر الأرز والمأكولات البحرية مثل السمك المملح، السمك الأزرق المدخن، الجمبري، الأخطبوط، والكريليات (المعروفة محليًا باسم "كامارون") من المكونات الأساسية في المأكولات الموريشيوسية.
تُستخدم التوابل مثل الفلفل الحار، الهيل، والقرنفل على نطاق واسع في المأكولات الموريشيوسية.

## الأطعمة الشائعة

### الطعام الأساسي
الأرز هو الغذاء الأساسي في موريشيوس. يتم تناوله مقليًا، مسلوقًا، أو مطهوًا كجزء من أطباق تحتوي على الخضروات، اللحوم، والمأكولات البحرية.

### الأطباق الرئيسية والجانبية
تشمل الأطباق الشعبية في موريشيوس النودلز الصينية (المقلية أو المسلوقة)، ديري فْريْر (الأرز المقلي)، بول رينفيرسيه، بوليت (كرات السمك، كرات الخضار واللحم في المرق)، لفائف الربيع الصينية الموريشيوسية، الشوب سوي، هاليم (الهاليم)، البرياني (المعروف أيضًا باسم برياني أو برييه)، دول بوري، الروتي المقدم مع صلصة الطماطم والمخللات، الكاري، وسبت كاري (الثالي). ومن الأطباق الشهيرة الأخرى فينداي (أو فينداييه)، وهو طبق مشتق من الفيندالو يُحضر باستخدام خليط من الخل، بذور الخردل، والكركم.
تُشتهر موريشيوس بصلصاتها والكاري التي تُقدم عادة مع أطباق اللحوم، المأكولات البحرية، والخضروات. تشمل التحضيرات الشائعة الأخرى الشاتني، الأتشار، والمخللات. يتميز الكاري الموريشيوسي بأنه نادرًا ما يحتوي على حليب جوز الهند، ويستخدم عادة أعشابًا أوروبية (مثل الزعتر)، بالإضافة إلى مجموعة متنوعة من اللحوم (مثل البط) والمأكولات البحرية (مثل الأخطبوط). روجاي أو روغايل هي صلصة طماطم تُطهى مع البصل، الثوم، الفلفل الحار، الزنجبيل، ومجموعة متنوعة من التوابل، وتُقدم عادة مع الأسماك، اللحوم، والخضروات. تختلف النسخ الموريشيوسية من الكاري، الشاتني، الروغايل، والمخللات بشكل كبير عن الوصفات الهندية الأصلية.

### الوجبات الخفيفة
| اسم الوجبة                       | الوصف |
| -------------------------------- | --- |
| غاتو برينزل (كعكة الباذنجان)     | وجبة خفيفة من أصل هندي. |
| غاتو باتات (كعكة البطاطا الحلوة) | كعكة صغيرة على شكل هلال. تُصنع العجينة من البطاطا الحلوة المسلوقة، الدقيق، والسكر. بعد عجن العجينة، يتم فردها وتقطيعها إلى دوائر صغيرة تُحشى بجوز الهند المبشور والسكر. تُغلق الدوائر لتأخذ شكل الهلال، ثم تُقلى في الزيت ويمكن تقديمها ساخنة أو باردة. [بحاجة لمصدر] |
| غاتو بيما (كعكة الفلفل الحار)    | فطائر الفلفل الحار المصنوعة من البازلاء المقسمة مع الفلفل الحار. |
| ميرفاي                           | وجبة شوارع تُقدم مع ساتيني (نوع من الشاتني) أو مازافارو (نوع من صلصة الفلفل الحار الأحمر). |
| الساموسا                         | وجبة خفيفة من العجين المحشو. |

### الحلويات والمعجنات
| اسم الوجبة                                                    | الوصف | صورة      |
| ------------------------------------------------------------- | --- | --------- |
| بسكويت المانيوك                                               | مصنوع من بسكويت المانيوك المنكه الممزوج بالفواكه الطازجة والآيس كريم.                                                      |           |
| جلاسون رابيه                                                  | نوع من الآيس كريم مصنوع من الثلج المبشور الممزوج بأنواع مختلفة من نكهات الشراب، مثل الفانيليا، الفراولة، اللوز، والأناناس. |           |
| نابوليتين                                                     | مصنوع من بسكويت سابل مع المربى ومغطى بالسكر. نشأت في موريشيوس وهي معجنات محلية على الرغم من اسمها الفرنسي.                 | بدون إطار |
| بودين مايس (بودينغ الذرة)، المعروف أيضًا باسم بودينغ البولينتا | حلوى حلوة تُقدم غالبًا كوجبة خفيفة أثناء الشاي. تشتهر مجتمعات الكريول ببودينغ الذرة.                                         |           |

## المشروبات الشائعة

### المشروبات الكحولية
| نوع المشروب | اسم المشروب | الوصف |
| ----------- | ----------- | --- |
| البيرة      | فينيكس      | البيرة الوطنية التي يتم إنتاجها منذ الستينيات. |
| الروم       | غرين آيلاند | غرين آيلاند هو مشروب كحولي شعبي. يتم تصنيعه في موريشيوس، وهو نوع من الروم. يشرب الناس في موريشيوس هذا المشروب عادة مع السبرايت البارد وقطعة من الليمون. |

### المشروبات غير الكحولية
| اسم المشروب | الوصف | الوصف |
| ----------- | --- | --- |
| ألودا       | ألودا هو مشروب بارد وحلو مصنوع من الحليب، توكماريا (بذور الريحان)، وشرائح من هلام الأجار-أجار الملون، وغالبًا ما يكون بنكهة اللوز والفانيليا. | ألودا هو مشروب بارد وحلو مصنوع من الحليب، توكماريا (بذور الريحان)، وشرائح من هلام الأجار-أجار الملون، وغالبًا ما يكون بنكهة اللوز والفانيليا. |
| القهوة      | القهوة هي واحدة من أكثر أنواع المشروبات شيوعًا. يتم إنتاج القهوة محليًا في موريشيوس. | القهوة هي واحدة من أكثر أنواع المشروبات شيوعًا. يتم إنتاج القهوة محليًا في موريشيوس. |
| موس نوير    | تُترجم حرفيًا إلى "الهلام الأسود"؛ وهو مشروب بارد من أصل صيني مصنوع من هلام العشب في الماء والسكر أو شراب السكر. | تُترجم حرفيًا إلى "الهلام الأسود"؛ وهو مشروب بارد من أصل صيني مصنوع من هلام العشب في الماء والسكر أو شراب السكر. |
| باناكون     | باناكون هو مشروب بارد يُحضر في المناسبات الدينية مثل كافادي. يتم صنعه من التمر الهندي، السكر، الليمون والهيل. | باناكون هو مشروب بارد يُحضر في المناسبات الدينية مثل كافادي. يتم صنعه من التمر الهندي، السكر، الليمون والهيل. |
| الشاي       | الشاي هو واحد من أكثر أنواع المشروبات شيوعًا. يُعتبر شرب الشاي تقليدًا راسخًا في موريشيوس بمتوسط استهلاك يبلغ حوالي كيلوغرام واحد للفرد. يشرب الموريشيوسي العادي الشاي الأسود. يتم إنتاج الشاي محليًا في موريشيوس. غالبًا ما يتم نكهة الشاي المنتج في موريشيوس بالفانيليا. | الشاي هو واحد من أكثر أنواع المشروبات شيوعًا. يُعتبر شرب الشاي تقليدًا راسخًا في موريشيوس بمتوسط استهلاك يبلغ حوالي كيلوغرام واحد للفرد. يشرب الموريشيوسي العادي الشاي الأسود. يتم إنتاج الشاي محليًا في موريشيوس. غالبًا ما يتم نكهة الشاي المنتج في موريشيوس بالفانيليا. |
| الشاي       | شاي الفقاعات | افتتح أول متجر لشاي الفقاعات في موريشيوس في أواخر عام 2012، ومنذ ذلك الحين، أصبحت متاجر شاي الفقاعات منتشرة في معظم مراكز التسوق على الجزيرة. |

## التاريخ

### التأثيرات الهولندية
خلال الفترة الهولندية (1598-1710 م)، تم إدخال قصب السكر (من جاوة) لأول مرة إلى الجزيرة. في ذلك الوقت، كان قصب السكر يُزرع بشكل رئيسي لإنتاج شراب عراق. ولم يتم إنتاج السكر كما نعرفه اليوم إلا بعد 60 عامًا.
في عام 1639، تم جلب الأيائل من جزيرة جاوة إلى موريشيوس من قبل الحاكم الهولندي أدريان فان دير ستيل لأغراض تربية الماشية. بعد إعصار، هربت الأيائل وعادت إلى البرية.

### التأثيرات الفرنسية والبريطانية

##### المأكولات الفرنسية الموريشيوسية

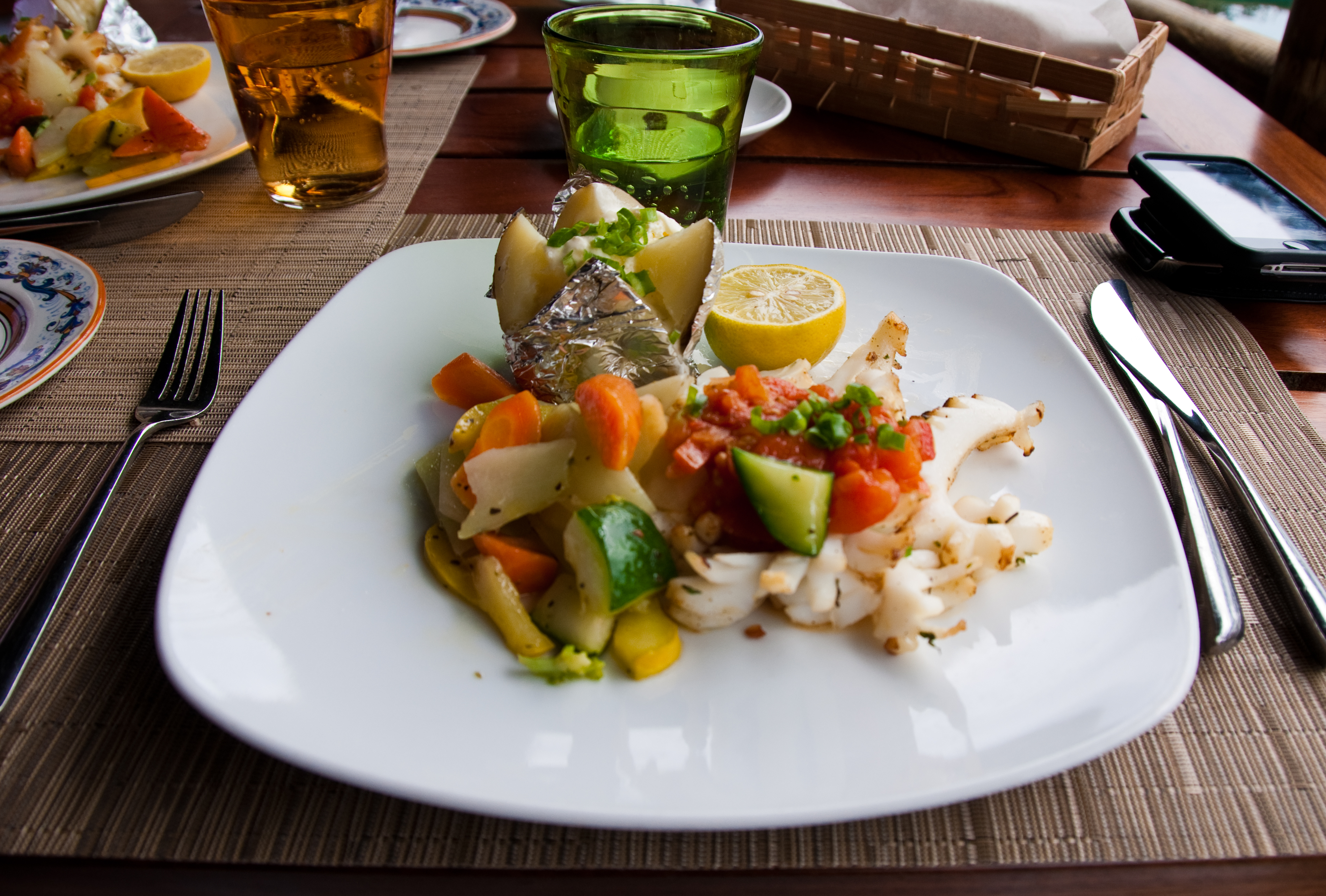
طبق سمك في مطعم في موريشيوس

كانت لموريشيوس علاقات قوية مع الثقافة الفرنسية عبر تاريخها، وتأثرت بشكل كبير بـسافوار فيفر (أسلوب الحياة الفرنسي). كما أثرت تقاليد الصيد الفرنسية على المأكولات الموريشيوسية في استخدام لحم الغزلان والخنازير البرية، والتي تُقدم عادة في المزارع أو العقارات، المطاعم، والفنادق. مع مرور السنوات، تم تكييف بعض هذه الأطباق مع المكونات المحلية لإضفاء نكهة فريدة. يمكن العثور على التأثيرات الفرنسية في المأكولات الموريشيوسية في استهلاك الروغايل (يخنة خفيفة) المعطر بالزعتر، الدوب (يخنة الدجاج أو اللحم البقري)، الكرواسون، الخبز الفرنسي، الشوربة، سلطة التونة، سيفيه دي ليفر وكوك أو فان المقدم مع النبيذ الجيد. العديد من أشكال الحلويات والكعك الفرنسي تأثرت بالفرنسيين الموريشيوسيين ويمكن العثور عليها أيضًا في فرنسا؛ مثل الفطائر. الفطائر الفرنسية والقهوة بالحليب محبوبة لدى الفرنسيين الموريشيوسيين.
| أنواع الأطعمة      | أنواع الأطعمة      | قائمة الأطعمة                                                                                           |
| ------------------ | ------------------ | --- |
| الأطباق المالحة    | اليخنات            | - سيفيه دي ليفر - كوك أو فان - الدوب (يخنة الدجاج أو اللحم البقري) - الروغايل (يخنة خفيفة) معطر بالزعتر |
| الأطباق المالحة    | الشوربات           | - الشوربة                                                                                               |
| السلطات            | القائمة على السمك  | - سلطة التونة                                                                                           |
| الخبز              | الخبز              | - الخبز الفرنسي                                                                                         |
| الحلويات والمعجنات | الحلويات والمعجنات | - الكرواسون - الفطائر؛ مثل الفطائر الفرنسية                                                             |
| المشروبات          | غير الكحولية       | - القهوة بالحليب                                                                                        |
| المشروبات          | الكحولية           | - النبيذ                                                                                                |

المأكولات البريطانية الموريشيوسية
يعود حب شرب الشاي في فترة ما بعد الظهر في موريشيوس إلى التأثير البريطاني، حيث استولى البريطانيون على الجزيرة عام 1810.

### المأكولات الصينية الموريشيوسية
تشمل المأكولات الصينية الموريشيوسية كلًا من المأكولات الصينية التقليدية (التي تم نقلها من الأجداد أو تعلمها حديثًا من خلال الرحلات إلى الصين) وتوطين المأكولات الصينية. تتكون المأكولات الصينية الموريشيوسية عادة من الخضروات المقلية، صلصة المحار، الأرز المقلي، اللحوم، والأسماك.
شهد القرن التاسع عشر وصول المهاجرين الصينيين، الذين جاءوا في الغالب من الجزء الجنوبي الشرقي من الصين؛ وكان هؤلاء المهاجرون الصينيون في الغالب من الكانتونيين من غوانغدونغ، والهاكا من ميكسيان، والصينيين من فوجيان. عاش المهاجرون الصينيون في وئام في حي الصين في العاصمة بورت لويس وشاركوا ثقافتهم مع المجتمعات الأخرى. يُنسب إليهم الفضل في جعل النودلز، سواء المطهوة على البخار أو المقلية، والأرز المقلي شائعين. كما يحافظ الصينيون الموريشيوسيون على بعض تقاليد وعادات الطعام الصينية. على سبيل المثال، تقليد البيض الأحمر الصيني الذي يتم مشاركته مع أفراد العائلة. ومن العادات المتبعة لدى الصينيين الموريشيوسيين تناول النودلز المقلية في احتفالات أعياد الميلاد.
بين القرنين العشرين والحادي والعشرين، عاد بعض الصينيين الموريشيوسيين إلى الصين لتعلم أطباق طهي جديدة وعادوا إلى موريشيوس ليقدموا أطباقًا جديدة في مطاعمهم هناك. في القرن الحادي والعشرين، قام الصينيون الموريشيوسيون الذين أقاموا في الخارج (مثل الصين، تايوان) لعدة سنوات قبل العودة إلى موريشيوس، بإدخال ثقافة طعام ومشروبات صينية جديدة إلى موريشيوس. على سبيل المثال، تم تقديم ثقافة شرب شاي الفقاعات بواسطة فابريس لي، وهو صيني موريشيوسي، أقام في تايوان لمدة 8 سنوات قبل أن يعود إلى موريشيوس. افتتح أول متجر لشاي الفقاعات في موريشيوس في أواخر عام 2012؛ ومنذ ذلك الحين، انتشرت متاجر شاي الفقاعات في معظم مراكز التسوق في الجزيرة.
| نوع الطعام                | نوع الطعام                                | قائمة الأطعمة |
| ------------------------- | ----------------------------------------- | --- |
| المقبلات                  | القائمة على البيض                         | - ديزيف روتي |
| المقبلات                  | المقبلات المقلية                          | - تشيبيك أو سيبيك، (تُعرف أيضًا باسم كروستيلانز أو تابيوكا بالفرنسية)، - الدجاج المقرمش (碎炸香子鸡) - الحبار المقرمش (椒盐鱿魚球) - الونطون المقلي - هاكيين، لفائف الربيع مع عجينة الدقيق بدلًا من اللفائف التقليدية)                                                          |
| المعجنات والوجبات الخفيفة | النكهة الحلوة                             | - بسكويت اللوز - بوتو تشينوا ‏ - غاتو زينزلي أو جيان دوي؛ تُسمى غاتو زينزلي (بالصينية: 煎丸欸) من قبل الصينيين الموريشيوسيين - كعك القمر؛ توجد نسختان من الهاكا والكانتونية في موريشيوس - غاتو لاكير - غاتو مكرونة ‏ - تانغ يوان - تيوسا، معجنات رقيقة محشوة بعجينة الفول الحلو |
| المعجنات والوجبات الخفيفة | النكهة المالحة                            | - غاتو كراب |
| المعجنات والوجبات الخفيفة | كل من الحلو والمالح                       | - غاتو كرافات |
| أطباق تشبه الديم سوم      | الزلابية الصينية، تُعرف عمومًا باسم "بوليت" | - كرات السمك، - بوليت لافياند تُقدم في المرق، - نيوك ين (بوليت شوشو بالفرنسية؛ وتعني "كرات الشايوت") - سيوماي (تُكتب أيضًا "ساو ماي") - تيوكون (نوع من التوفو) |
| أطباق تشبه الديم سوم      | الكعك المحشو                              | - باوزي أو باو |
| الأطباق الرئيسية          | ماينز (النودلز الصينية)                   | - النودلز المسلوقة - ماينز فريت - ميفون - يي-ماين |
| الأطباق الرئيسية          | الأرز                                     | - الأرز الأبيض (白飯) - الأرز المطهو على البخار - طعام أساسي - بول رينفيرسيه (تعني الوعاء المقلوب) - تفسير محلي للطبق الصيني الذي يتكون من الأرز والخضروات في القاعدة، وطبقة من اللحم أو الجمبري وبيضة مقلية كزينة للطبق - ديري فْريْر - مونفان - زونغ                         |
| الأطباق الجانبية          | الدواجن                                   | - الدجاج بصلصة سيشوان (川辣炒鸡片) - الدجاج الحلو والحامض (糖醋鸡) |
| الأطباق الجانبية          |                                           | |
| الأطباق الجانبية          | البط                                      | بط بكين |
| الأطباق الجانبية          | الأسماك                                   | السمك الحلو والحامض (糖醋淋班球) |
| الأطباق الجانبية          | لحم البقر                                 | لحم البقر مع الكراث والزنجبيل (鐵板姜葱滑牛片) |
| الأطباق الجانبية          | لحم البقر                                 | لحم البقر بالفلفل الأسود |
| الأطباق الجانبية          | مزيج الخضروات واللحوم                     | الشوب سوي - الشوب سوي بالدجاج (炒什絮鸡片) |
| الشوربات                  | الزلابية                                  | سوي كيو |
| الشوربات                  | الزلابية                                  | مون كيو |
| الشوربات                  | الدواجن والخضروات                         | شوربة الذرة الصينية - شوربة الدجاج والذرة (粟米鸡粒羹) |
| الشوربات                  | لحم الخنزير والخضروات                     | شوربة لحم الخنزير مع الخضروات (肉咸菜湯) |
| الشوربات                  | القائمة على المأكولات البحرية             | - شوربة الأذن البحرية - شوربة كرات السمك (鱼旦湯) - شوربة زعانف القرش |
| المشروبات                 | المشروبات الباردة                         | - شاي الفقاعات (تم تقديمه إلى موريشيوس عام 2012) - موس نوير (تعني "الهلام الأسود") مصنوع من هلام العشب في الماء والسكر أو شراب السكر |
| المشروبات                 | المشروبات الساخنة                         | - الشاي الأخضر |
| الصلصات والتوابل          | - صلصة المحار                             | - صلصة المحار |

أطعمة المهرجانات الصينية الموريشيوسية
| اسم العيد أو المهرجان          | اسم الطعام |
| ------------------------------ | --- |
| رأس السنة الصينية              | - تشيبيكس أو سيبيكس (تُعرف أيضًا باسم كروستيلانز أو تابيوكا بالفرنسية) - بوتو تشينوا ‏ - غاتو كراب - غاتو كرافات - غاتو لاكير - غاتو مكرونة ‏ - غاتو زينزلي - تيوسا، معجنات رقيقة محشوة بعجينة الفول الحلو |
| مهرجان الفوانيس                | - تانغ يوان |
| مهرجان قوارب التنين            | - زونغزي |
| فيت ماينز أو عيد ميلاد غوان دي | - النودلز المقلية |
| مهرجان منتصف الخريف            | - كعك القمر |

بالإضافة إلى ذلك، تنتشر المطاعم الصينية والآسيوية الأخرى في جميع أنحاء الجزيرة، وتقدم مجموعة متنوعة من أطباق الدجاج، الحبار، لحم البقر، والأسماك، والتي تُحضر عادة بصلصة الفول الأسود أو صلصة المحار. غالبًا ما تعتبر العائلات الموريشيوسية العشاء في مطعم آسيوي بمثابة وجبة مميزة.

### المأكولات الهندية الموريشيوسية
بعد إلغاء العبودية، جلب العمال الهنود الذين هاجروا إلى موريشيوس خلال القرن التاسع عشر مأكولاتهم معهم. جاء هؤلاء العمال بعقود من أجزاء مختلفة من الهند، كل منهم يحمل تقاليد طهي خاصة بمنطقته. يمكن العثور على آثار من المأكولات الهندية الشمالية والجنوبية في موريشيوس. ونظرًا لأنهم أكبر مجموعة عرقية في موريشيوس، يُنسب إليهم الفضل في جعل الأرز الطبق الأساسي.
تستخدم المأكولات الهندية الموريشيوسية مكونات شائعة مثل الدال لمرافقة الأطباق، بالإضافة إلى مجموعة واسعة من التوابل مثل الزعفران، القرفة، الهيل، والقرنفل.
| نوع الطعام                   | قائمة الأطعمة |
| ---------------------------- | --- |
| القائمة على البازلاء الصفراء | - دال بوري - طبق خبز مسطح يُحشى بالبازلاء الصفراء ويُقدم مع صلصة الطماطم والمخللات |
| القائمة على الدقيق           | - الروتي - الشاباتي - فاراتا |
| القائمة على الأرز            | - برياني أو برييه |
| الأطباق الجانبية             | - كاري، بما في ذلك سبت-كاري (الثالي)، والذي يُقدم تقليديًا في حفلات الزفاف الهندية في موريشيوس - روجاي |
| المخللات                     | - أرشارد الخضروات - مصنوع من الملفوف المبشور، الجزر، الفاصوليا، والقرنبيط المطهو مع الثوم والبصل |
| الوجبات الخفيفة              | - غانتيا - غاتو بيما (كعك الفلفل الحار) - نوع من الفاداي الهندي - غاتو برينزل - كعك الباذنجان - بوتو (يجب عدم الخلط بينه وبين بوتو تشينوا أو بوتو روج الصينية الموريشيوسية) - الساموسا - عادة ما تُحشى بالبازلاء والبطاطس وتُنكه بالتوابل |
| الحلويات                     | - غولاب جامون - الرسغولا - سولتالفيني |
| التوابل                      | - ساتيني، بما في ذلك الشاتني بالفلفل الحار وجوز الهند |

1. 1.     1. المأكولات الكريولية الموريشيوسية

تتكون الأطباق الكريولية الموريشيوسية عادة من المأكولات البحرية، البقوليات، الفاصوليا، والذرة.
| اسم الطعام                | الوصف |
| ------------------------- | --- |
| روجاي كريول               | صلصة طماطم حارة مع اللحم أو السمك                                                                                      |
| روجاي توني (روجاي عادي)   | صلصة طماطم بسيطة يمكن تقديمها كطبق جانبي.                                                                              |
| فينداي                    | سمك مقلي مغطى بمزيج من الكركم، بذور الخردل، الزنجبيل، والفلفل الحار. يمكن أيضًا استخدام الأخطبوط المسلوق بدلًا من السمك. |
| بودين مايس (بودينغ الذرة) | حلوى منتشرة في مجتمع الكريول الموريشيوسي.                                                                              |

## صناعة المشروبات في موريشيوس

### صناعة الروم

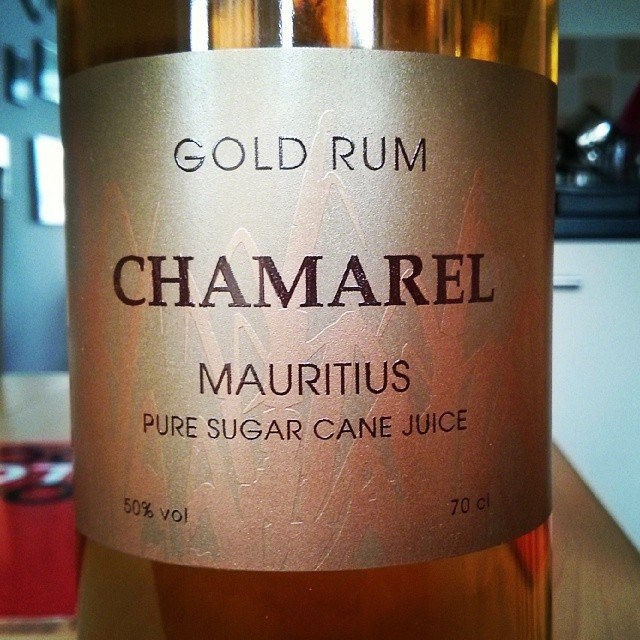
الروم من موريشيوس

كان فرانسوا ماهي دي لابوردونيه أول من دعم تطوير صناعة الروم في موريشيوس. عندما أصبحت موريشيوس مستعمرة بريطانية، كانت الاقتصاد الزراعي يعتمد بشكل رئيسي على قصب السكر. كان الدكتور بيير تشارلز فرانسوا هاريل هو من اقترح في خمسينيات القرن التاسع عشر فكرة التقطير المحلي للروم في موريشيوس. تضم موريشيوس اليوم أربع مصانع تقطير (غرايز، ميدين، شاماريل، وسانت أوبين) وهي في طور افتتاح ثلاث مصانع إضافية.[بحاجة لمصدر]

### صناعة الشاي
تم إدخال نبات الشاي إلى موريشيوس عام 1760 بواسطة كاهن فرنسي يُدعى الأب غالوا.[بحاجة لمصدر] وفي عام 1770، قام بيير بوفري بزراعة نباتات الشاي على نطاق واسع. ومع ذلك، لم يتم تشجيع زراعة الشاي تجاريًا إلا في القرن التاسع عشر تحت الحكم البريطاني من قبل روبرت فاركوهار، حاكم موريشيوس، لكن هذا استمر فقط خلال فترة حكمه. أعاد السير جون بوب هينيسي، الحاكم الخامس عشر لموريشيوس، الاهتمام المحلي بزراعة الشاي وأنشأ مزارع الشاي في نوفيل فرانس وفي شاماريل.

## معرض الصور

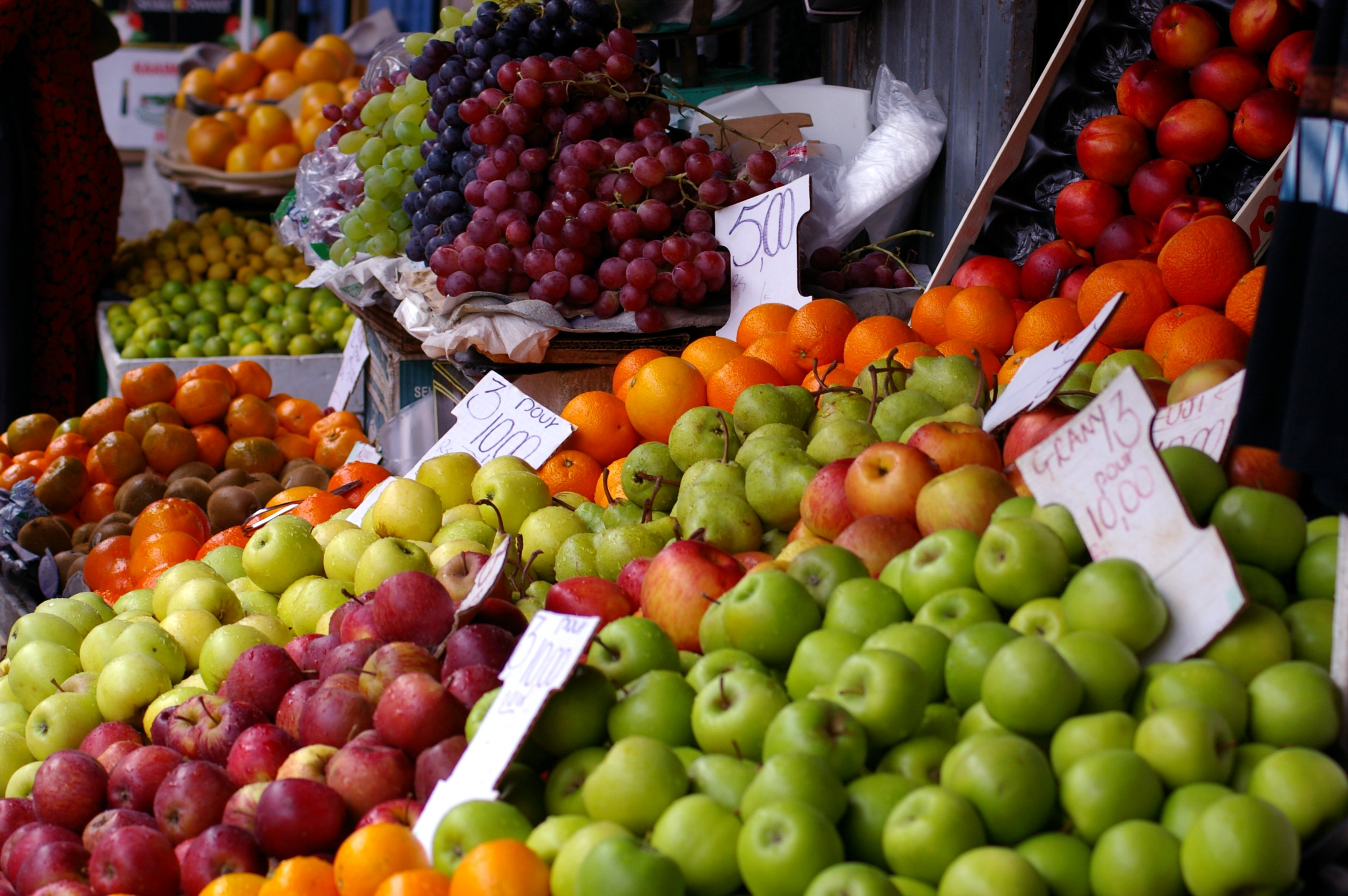
كشك فواكه في موريشيوس
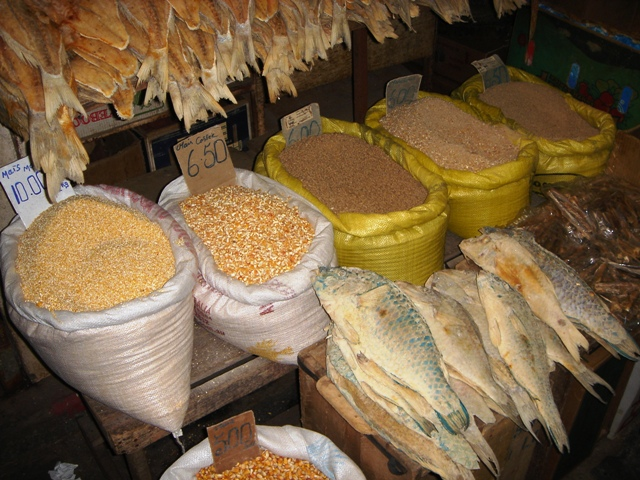
أطعمة في السوق المركزي في بورت لويس
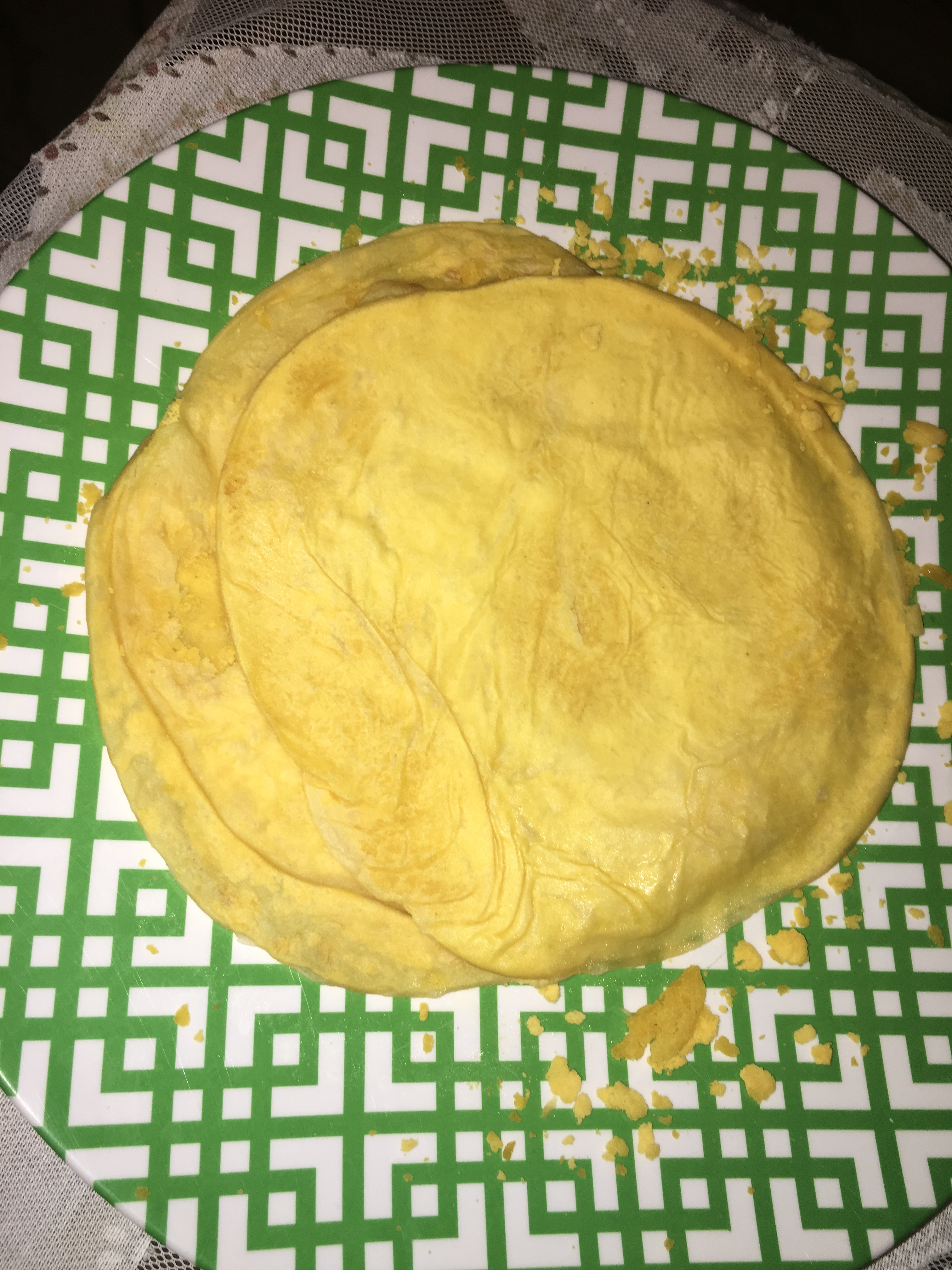
دال بوري موريشيوسي
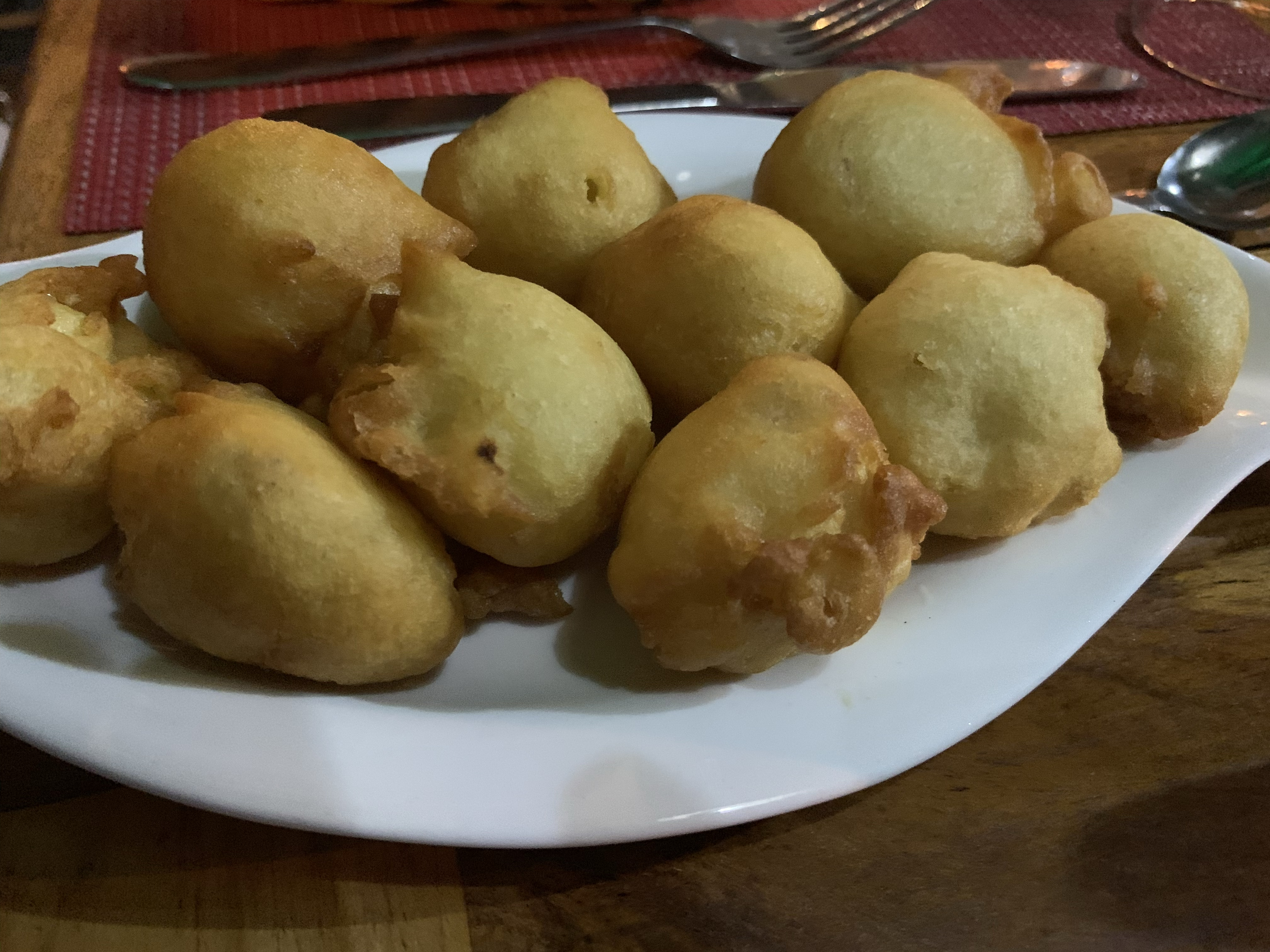
فطائر السمك
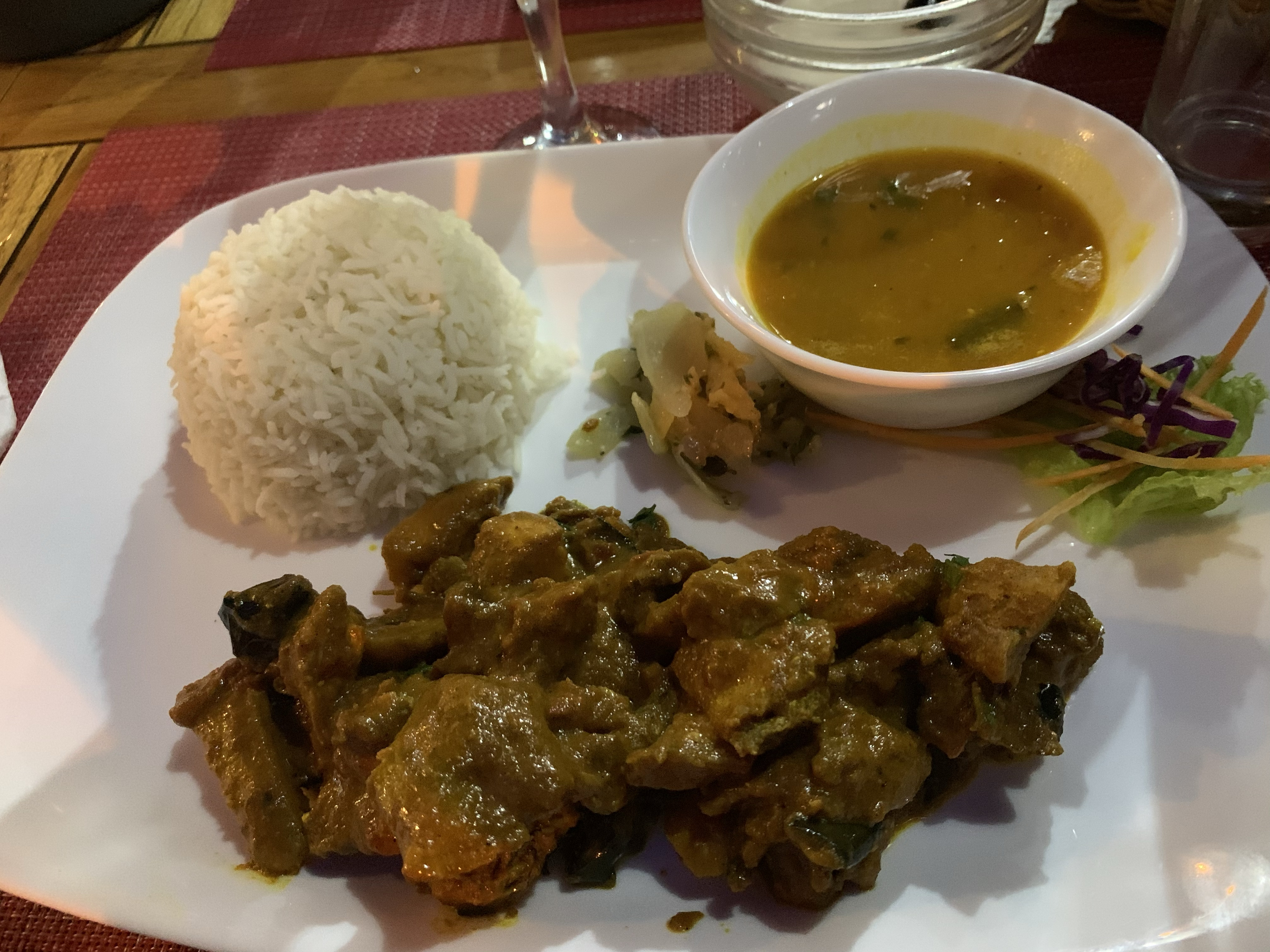
كاري السمك
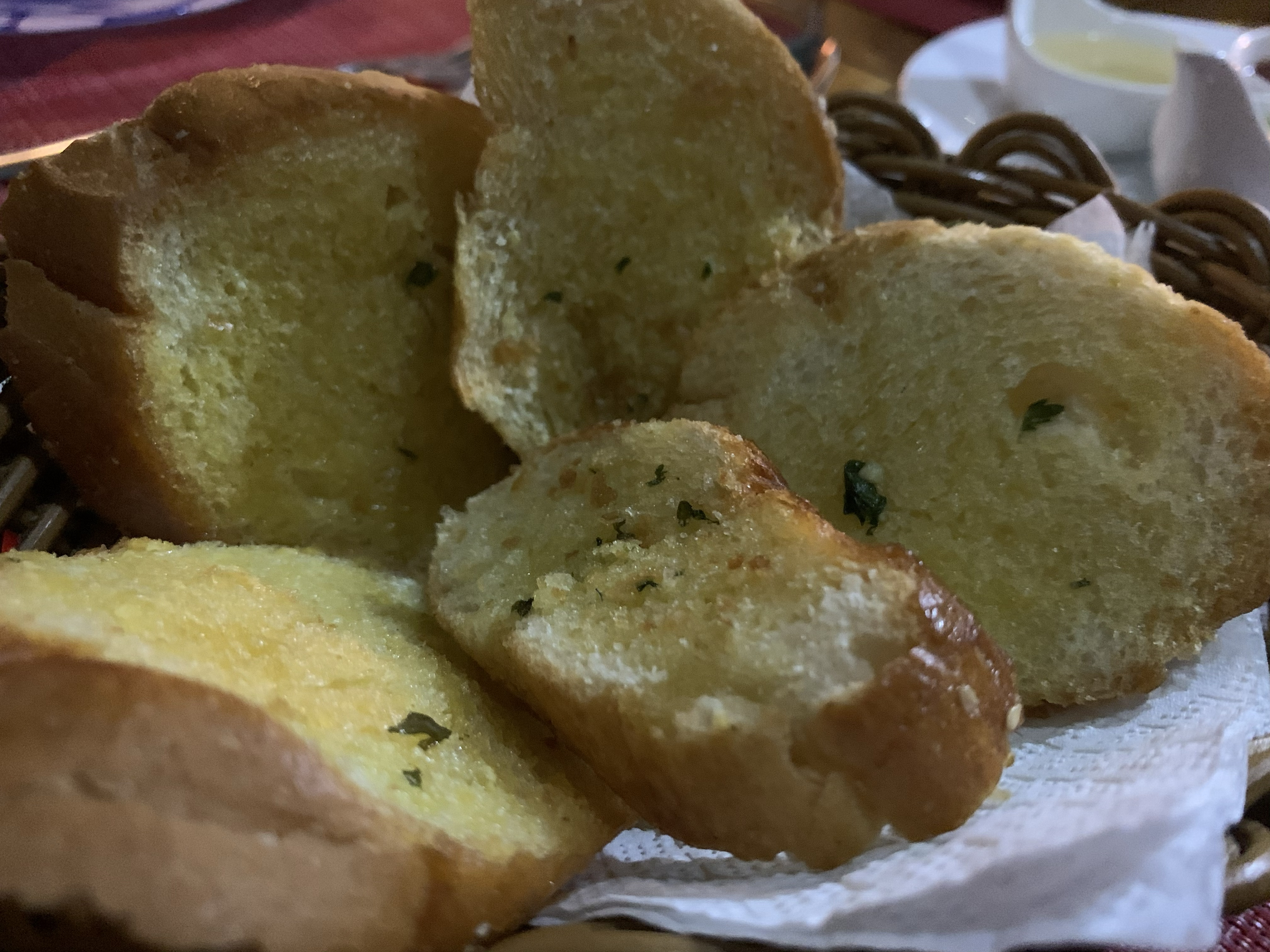
خبز الثوم
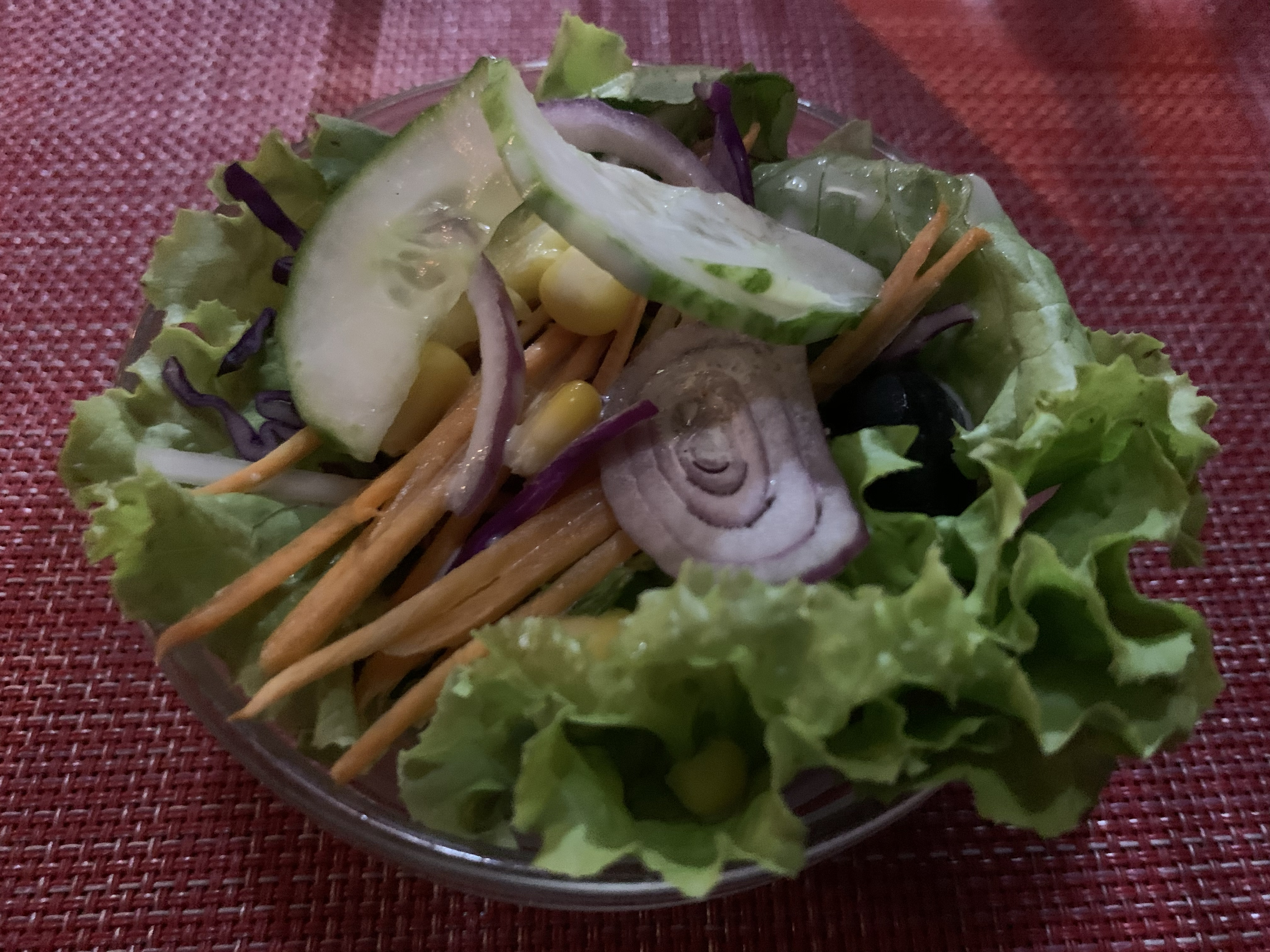
سلطة صغيرة
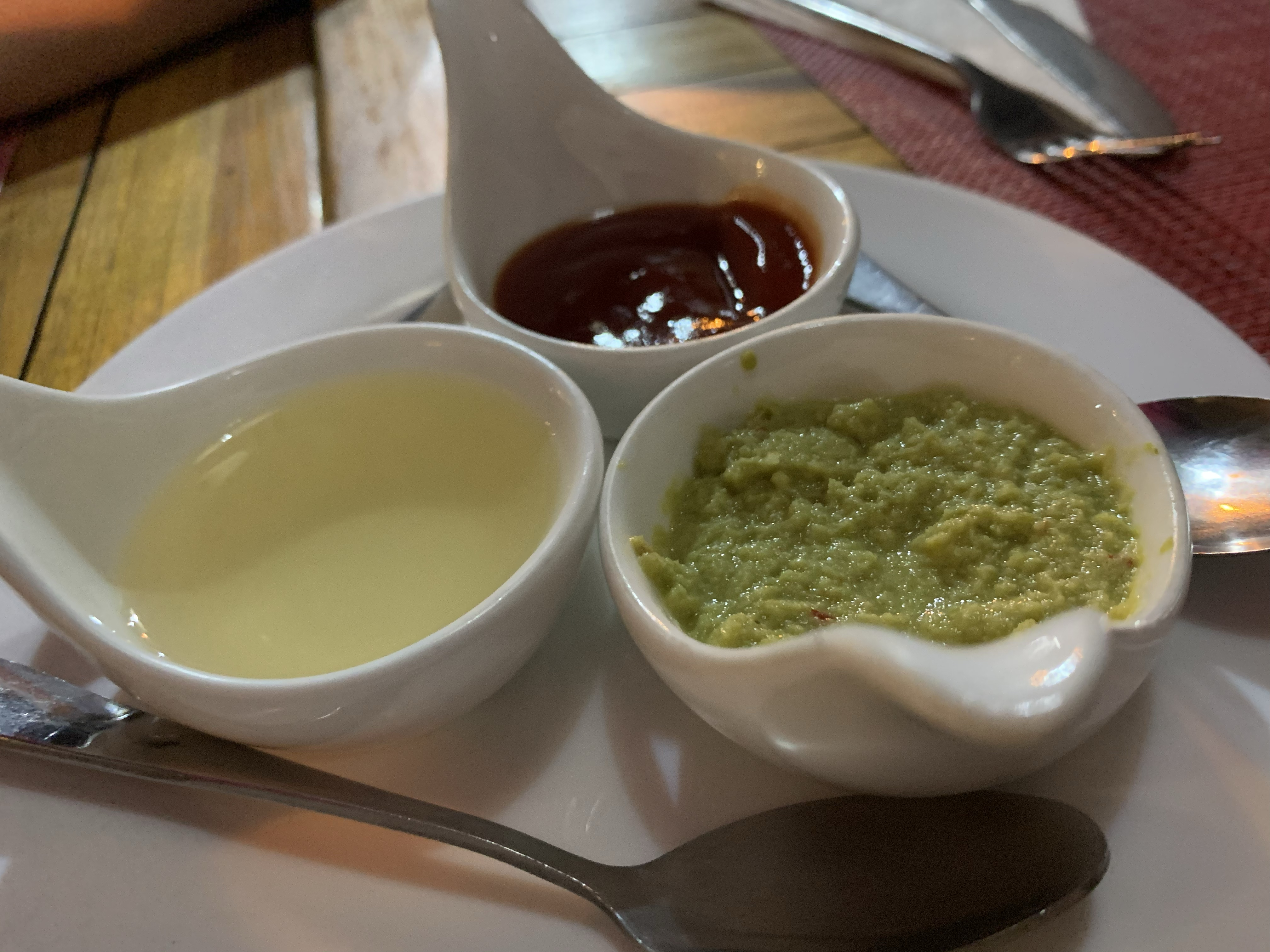
صلصة الثوم، صلصة الفلفل الأخضر الحار، والكاتشب
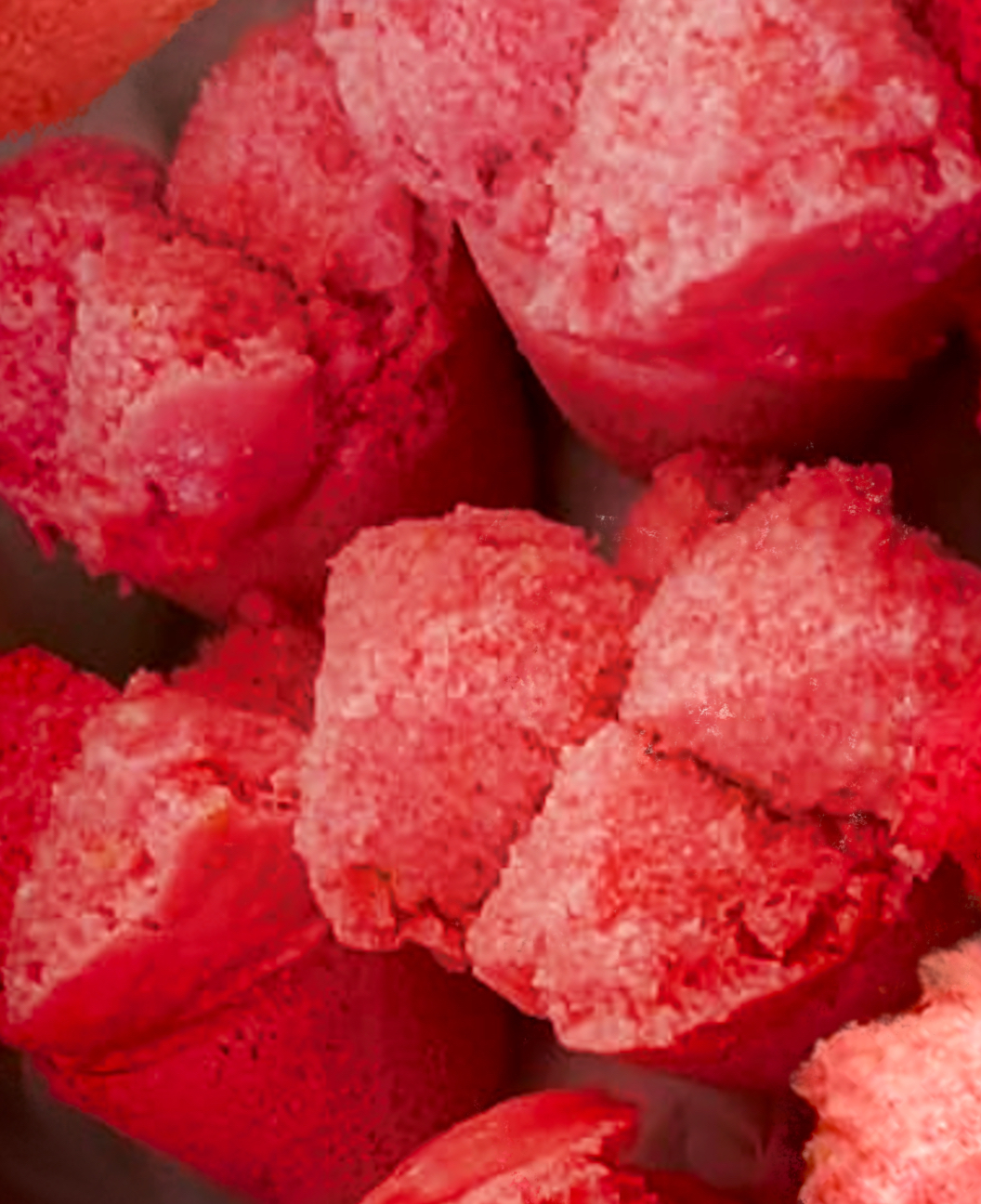
بوتو تشينوا
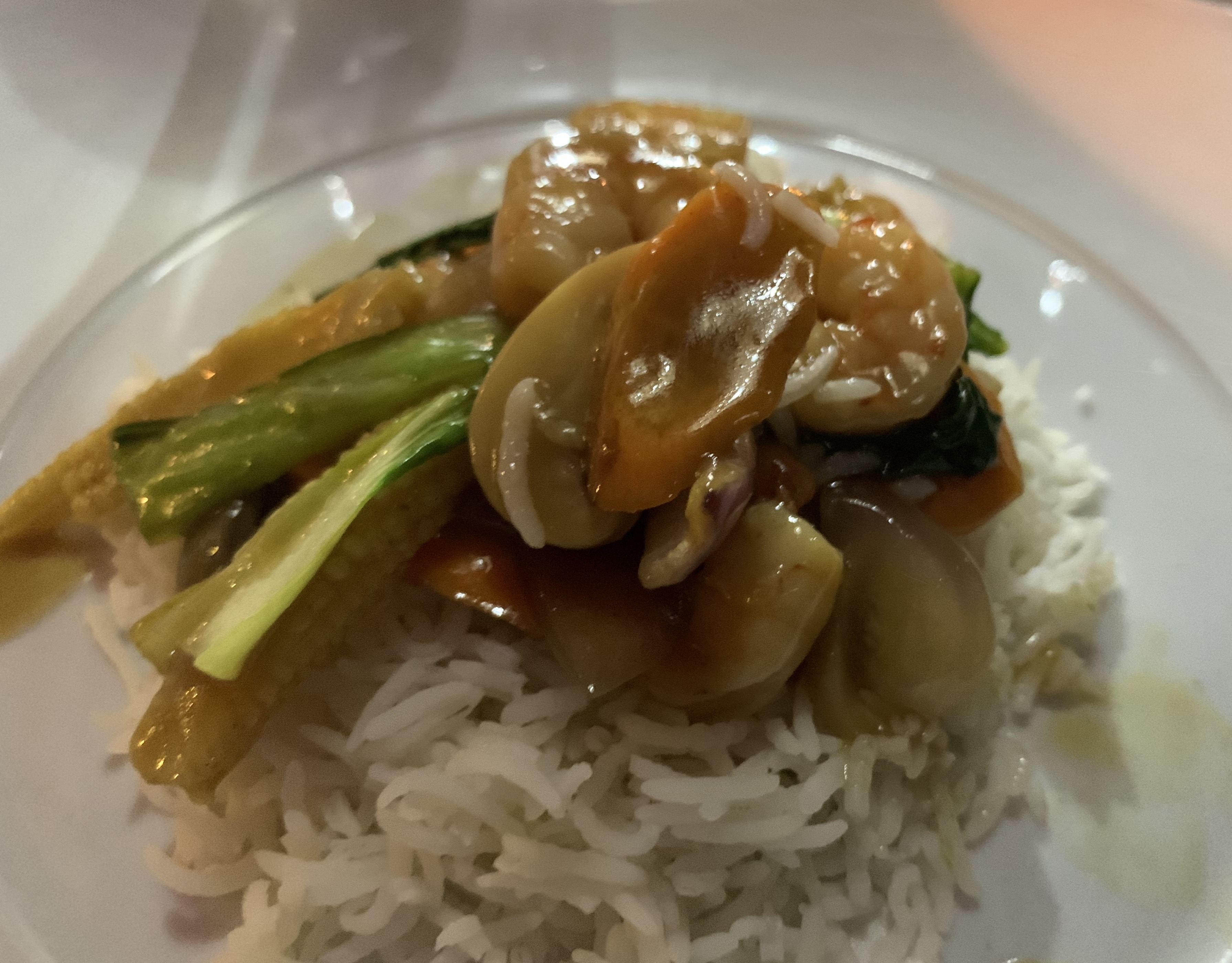
شوب سوي بالجمبري
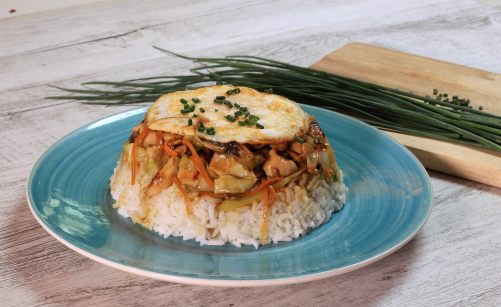
بول رينفيرسيه